# Aicha Fall
Aicha Fall (ur. 6 maja 1993 w Nawakszucie) – mauretańska lekkoatletka specjalizująca się w biegach średnich, olimpijka z Londynu.
Zawodniczka reprezentowała swój kraj na igrzyskach w Londynie, startowała w biegu na 800 metrów kobiet - odpadła w eliminacjach z czasem 2:27.97.

## Rekordy życiowe
| Dystans             | Wynik (s) | Miejsce  | Data             |
| ------------------- | --------- | -------- | ---------------- |
| bieg na 1000 metrów | 3:38.36   | Singapur | 19 sierpnia 2010 |